# 胥犴
胥犴（?—?），春秋后期越国大臣。
前518年（周敬王二年，鲁昭公二十四年，楚平王十一年，吴王僚九年），楚平王率领水军去攻打吴国的疆土。越国的国王允常派大夫胥犴在豫章的江边上慰劳楚平王，越国的公子仓把一只船送给楚平王。公子仓率兵跟随楚平王。楚平王抵达圉阳后返军。吴国就灭掉了楚国边境的巢国和钟离国而回军。